# Daniel Johns
Daniel Paul Johns (Newcastle, 22 de abril de 1979) é um músico australiano, conhecido pelo seu trabalho como vocalista, guitarrista e compositor da banda Silverchair e também do The Dissociatives. Além da atuação como músico, Daniel co-produziu os álbuns Diorama e Young Modern, lançados pelo Silverchair, e o homônimo The Dissociatives.
Johns já teve uma série de problemas com doenças, passando por depressão, anorexia e artrite. Contudo, o músico encontra-se atualmente bastante saudável.
Em janeiro de 2008, divorciou-se de Natalie Imbruglia. Foi classificado na posição número 18 na lista dos 25 guitarristas mais subestimados da Rolling Stone.

## Equipamento
Guitarras
Guitarras atuais Daniel Johns 'tour incluem:
- Gibson Les Paul Custom   - Usado em C#m aberto ajustada para "Emotion Sickness".
- Fender Telecaster 1972 deluxe - Acabamento em Preto. Usado para todas as músicas na afinação padrão, como "Young Modern Station" e "Ana's Song".
- Fender Telecaster 1972 deluxe - acabamento em madeira natural. Usado para todas as músicas no padrão que exigem um capo, mais notadamente "Those Thieving Birds Pt.1 / Strange Behaviour / Those Thieving Birds Pt. 2".
- Rickenbacker 330/12 semi-oca de 12 cordas - Usado na afinação padrão para "The Greatest View" e "World Upon Your Shoulders".
- Paul Reed Smith Custom 24 - Acabamento em verde esmeralda. Uma das guitarras originais de Daniel. Agora, usado em drop D para "The Door". A guitarra foi de Page Hamilton da banda Helmet.
- Paul Reed Smith McCarty Standard - acabamento em preto. Usada desde a época do Freak Show, e agora para canções na afinação EBGDAB como "The Lever" e "One Way Mule".
- Gibson SG Heritage - Afinada meio tom abaixo para "Straight Lines".
- Maton EM325C semi-acústica - Acabamento perolizado. Usado em uma afinação incomum de FCGDGD, usado para as canções "Tuna In The Brine", "Across the Night" e "Luv Your Life".

Pedais de Efeito
- DigiTech Whammy
- Boss Delay DD-20
- Boss Tuner TU-2
- Boss Octave OC-2
- Boss GE-7 Graphic EQ
- Electro-Harmonix Micro Synthesizer
- Soldano pedais
- Radial Loopbone 2
- Radial Big Shot Mix
- Little Lehle Switcher

Amplificadores
Johns usou pela, primeira vez, um Marshall JCM 900 para Frogstomp, mas na época do Freak Show, mudou para Soldano Hot Rod cabeças. Até 2005, Johns estava usando gabinetes Marshall, porém, ele mudou esta configuração. Ele agora usa Hiwatt Hi-Gain armários com amplificadores seu Soldano. Ele também usa Vox. Amplificadores no estúdio.

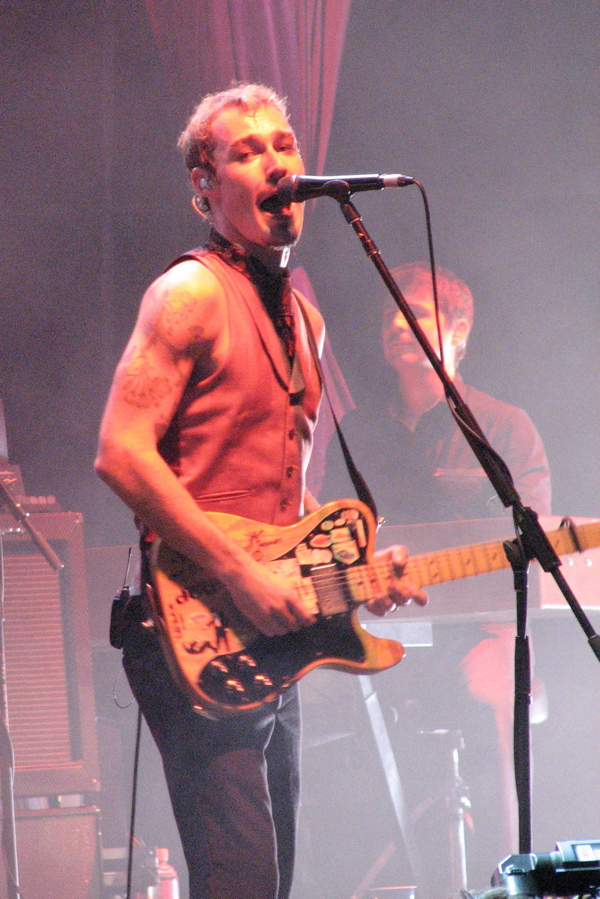
Daniel se apresentando com o Silverchair em 2007

## Vida pessoal
Daniel Johns deixou de morar com sua família quando ele tinha 18 anos. Ele é o mais velho de três filhos, tendo um irmão chamado Heath e uma irmã de nome Chelsey.
Em meados de 1997, durante a turnê de Freak Show, Daniel começou a mostrar sinais de sua luta interna com a fama e a depressão. Ele começou a aparecer cada vez mais magro e, sob recomendação de seu terapeuta, mudou-se de casa junto com sua família para uma unidade de tratamento para descansar e tentar se recuperar do stress da turnê. Entretanto, na primeira metade de 1998, ele passava pouco tempo fora da casa e se isolou cada vez mais, fazendo com que o tratamento tivesse o efeito inverso.
Com o álbum seguinte da banda, Neon Ballroom, lançado no início de 1999, era óbvio para o público e para a imprensa que Daniel Johns estava perigosamente magro. Após rumores de que ele estava viciado em drogas, Daniel decidiu se abrir e deu uma entrevista à Rolling Stone da Austrália esclarecendo que ele havia desenvolvido anorexia nervosa. Em seu ponto mais magro, Daniel disse que chegou a pesar menos de 50 kg. Com Neon Ballroom veio o single "Ana’s Song (Open Fire)", sobre a batalha de Daniel Johns e seus sentimentos acerca de sua condição. Outra confirmação veio em 2004, quando Daniel falou longamente ao entrevistador Andrew Denton, da ABC, revelando que em certo momento ele chegou a considerar o suicídio.
Em 2002, Daniel parecia ter se recuperado. Entretanto, quando o álbum estava prestes a ser lançado, ele foi acometido por uma rara e severa crise de artrite reativa. Suas articulações inflamaram e ele mal podia se mexer pois todos os seus movimentos eram dolorosos, de modo que ele não mais podia tocar ou mesmo realizar tarefas do dia-a-dia. Temeu-se que ele não pudesse tocar por anos, se sequer voltasse a tocar, já que a doença exigia muitos meses de recuperação e algumas vezes voltava após alguns anos. Ainda impossibilitado de tocar por longos períodos, ele se apresentou novamente em Outubro de 2002 na cerimônia de premiação do ARIA. Sua recuperação deu-se progressivamente, permitindo ao Silverchair fazer uma turnê que se estendeu por Austrália, Europa e América do Norte.
Em julho de 2007, Johns criou um escândalo depois que ele afirmou, sobre a nacional estação de rádio Triple J, que ele tinha compartilhado um baseado com sua então esposa, Natalie Imbruglia, um MP Federal australiano, o ex-Midnight Oil Peter Garrett e Bono do U2 em novembro de 2006, enquanto ouviam uma fita demo do novo álbum do Silverchair Modern Young. Apesar das afirmações de Garrett que ele não havia tocado em maconha desde seus vinte, Johns refutara a afirmação, alegando que era uma piada. Johns também disse que ele pensou que seria óbvio que era uma piada, visto que tanto Peter Garrett e Bono foram publicamente contra as drogas.
Johns anunciou seu noivado com namorada de longa data, a atriz, cantora e modelo Natalie Imbruglia no final de 2002, e eles se casaram na véspera do Ano Novo de 2003. No entanto, em 4 de janeiro de 2008 foi anunciado que eles estavam se divorciando, afirmando: "Termos simplesmente afastado por não sermos capazes de passar bastante tempo juntos."
Em julho de 2008, The Daily Telegraph anunciou Johns estava namorando a modelo australiana, Louise Van der Vorst. Em 2009 o casal se mudou da Austrália para Nova York para que ela pudesse expandir sua carreira de modelo. No entanto, um artigo de julho de 2011 disse que o casal vive em Newcastle.
Daniel também é conhecido por seu apoio Direitos dos Animais. Sua paixão por questões de direitos dos animais são aparentes na faixa "Spawn Again" em Neon Ballroom. Ele também fez várias campanhas de televisão, incluindo "Kentucky Fried Cruelty" para Peta e um comercial IFAW.

## Discografia

### Com Silverchair
- Frogstomp (1995)
- Freak Show (1997)
- Neon Ballroom (1999)
- Diorama (2002)
- The Dissociatives (2004)
- Young Modern (2007)

### Carreira Solo
Álbuns de estúdio
| Título      | Detalhes do álbum                                                                        | Peak chart positions | Certificações |
| Título      | Detalhes do álbum                                                                        | AUS                  | Certificações |
| ----------- | ---------------------------------------------------------------------------------------- | -------------------- | ------------- |
| Talk        | - Lançamento: 22 de Maio de 2015 - Gravadora: Eleven - Formato: CD, download digital, LP | 2                    |               |
| FutureNever | - Lançamento: 22 de Abril de 2022 - Gravadora: BMG - Formato: CD, digital, LP            | 1                    |               |

Extended plays
| Title       | Album details                                                                         | Peak chart positions | Certifications |
| Title       | Album details                                                                         | AUS                  | Certifications |
| ----------- | ------------------------------------------------------------------------------------- | -------------------- | -------------- |
| Aerial Love | - Lançamento: 13 de Março de 2015 - Gravadora: Eleven - Formato: CD, download digital | 21                   |                |

### Singles
Como artista principal
| Título                                                              | Ano  | Melhores posições | Álbum          |
| Título                                                              | Ano  | AUS               | Álbum          |
| ------------------------------------------------------------------- | ---- | ----------------- | -------------- |
| "Cool on Fire"                                                      | 2015 | 68                | Talk           |
| "Going on 16"                                                       | 2015 | —                 | Talk           |
| "Modern Conversation" (Zhu x Vancouver Sleep Clinic x Daniel Johns) | 2015 | —                 | Genesis Series |

Como artista convidado
| Título                                    | Ano  | Melhores posições | Álbum  |
| Título                                    | Ano  | AUS               | Álbum  |
| ----------------------------------------- | ---- | ----------------- | ------ |
| "Impossible" (360 featuring Daniel Johns) | 2014 | 25                | Utopia |